# Falcón (Falcón)
Falcón is een gemeente op het schiereiland Paraguaná in de Venezolaanse staat Falcón. De gemeente telt 54.000 inwoners. De hoofdplaats is Pueblo Nuevo.